# Чудей (річка)
Чудей — річка у Сторожинецькому районі Чернівецької області, ліва притока Серетелі (басейн Дунаю).

## Опис
Довжина річки приблизно 11 км. Формується зі струмків Куцу, Красношора, Валекуца, Тимоса, Сурдук та інших.

## Розташування
Бере початок на південній стороні від села Банилів-Підгірний. Тече переважно на південний схід через села Нова Красношора та Чудей. У селі Їжівці впадає у річку Серетель, праву притоку Малого Серету.